# Маямі-Гайтс (Огайо)
Маямі-Гайтс (англ. Miami Heights) — переписна місцевість (CDP) в США, в окрузі Гамільтон штату Огайо. Населення — 5166 осіб (2020).

## Географія
Маямі-Гайтс розташоване за координатами 39°10′8″ пн. ш. 84°42′55″ зх. д. / 39.16889° пн. ш. 84.71528° зх. д. (39.168763, -84.715151).  За даними Бюро перепису населення США в 2010 році переписна місцевість мала площу 9,10 км², уся площа — суходіл.

## Демографія
Згідно з переписом 2010 року, у переписній місцевості мешкала 4731 особа в 1631 домогосподарстві у складі 1325 родин. Густота населення становила 520 осіб/км².  Було 1698 помешкань (187/км²).
Расовий склад населення:
| - 97,9 % — білих - 0,7 % — азіатів - 0,6 % — чорних або афроамериканців - 0,1 % — корінних американців |

До двох чи більше рас належало 0,7 %. Частка іспаномовних становила 0,5 % від усіх жителів.
За віковим діапазоном населення розподілялося таким чином: 28,0 % — особи молодші 18 років, 57,9 % — особи у віці 18—64 років, 14,1 % — особи у віці 65 років та старші. Медіана віку мешканця становила 40,1 року. На 100 осіб жіночої статі у переписній місцевості припадало 95,4 чоловіків;  на 100 жінок у віці від 18 років та старших — 91,6 чоловіків також старших 18 років.
Середній дохід на одне домашнє господарство  становив 89 069 доларів США (медіана — 80 147), а середній дохід на одну сім'ю — 99 596 доларів (медіана — 96 208). Медіана доходів становила 65 735 доларів для чоловіків та 48 267 доларів для жінок. За межею бідності перебувало 5,0 % осіб, у тому числі 6,1 % дітей у віці до 18 років та 6,5 % осіб у віці 65 років та старших.
Цивільне працевлаштоване населення становило 2389 осіб. Основні галузі зайнятості: освіта, охорона здоров'я та соціальна допомога — 18,8 %, науковці, спеціалісти, менеджери — 13,3 %, виробництво — 13,3 %.